# Ceryx vespella
Ceryx vespella là một loài bướm đêm thuộc phân họ Arctiinae, họ Erebidae.